# Trần Thiện Khiêm
Trần Thiện Khiêm (1925-2021) nguyên là một tướng lĩnh Bộ binh của Quân lực Việt Nam Cộng hòa, cấp bậc Đại tướng. Ông xuất thân từ khóa đầu tiên ở trường Võ bị Liên quân Viễn Đông do Quân đội Thuộc địa Pháp mở ra tại Cao nguyên Trung phần Việt Nam. Mặc dù chuyên môn quân sự của ông là Bộ binh, nhưng khi còn là sĩ quan trung cấp, ông ít phải chỉ huy đơn vị tác chiến mà được cử giữ những chức vụ liên quan đến lãnh vực Tham mưu. Sau lên đến sĩ quan cao cấp, ông được cử chỉ huy đơn vị cấp Sư đoàn một thời gian ngắn. Ông từng là tướng lĩnh giữ vai trò quan trọng trong các cuộc Đảo chính Quân sự tại Việt Nam Cộng hòa trong những năm 1963-1964. Sau đó ông được đảm trách những chức vụ cao trong Quân đội như: Tư lệnh Quân đoàn, Tham mưu trưởng rồi Tổng Tham mưu trưởng Bộ Tổng Tham mưu. Là một trong số ít sĩ quan được thăng cấp tướng ở thời kỳ Đệ nhất Cộng hòa (Thiếu tướng năm 1962) và là một trong 5 sĩ quan được phong cấp Đại tướng trong Quân lực Việt Nam Cộng hòa. Ông còn là một chính khách và là người giữ chức vụ đứng đầu Quốc phòng và Chính phủ Việt Nam Cộng hòa Việt Nam Cộng hòa trong thời gian lâu nhất. Ông là tướng lĩnh cao cấp nhất của Quân lực Việt Nam Cộng Hòa có tuổi thọ cao thứ ba sau Đề đốc Trần Văn Chơn (1920-2019) và Trung tướng Phạm Xuân Chiểu (1920-2018).

## Tiểu sử và Binh nghiệp
Ông sinh ngày 15 tháng 12 năm 1925 tại Châu Thành, Long An, Nam Kỳ, trong một nhà đại điền chủ di cư từ Hải Dương đầu thế kỷ XX. Do điều kiện gia đình khá giả, nên ông có một trình độ học vấn căn bản. Ông được cho lên Sài Gòn học từ cấp Tiểu học đến cấp Trung học ở những trường Pháp danh tiếng. Năm 1944, ông tốt nghiệp Trung học phổ thông với văn bằng Tú tài toàn phần (Part II).
Năm 1945, Cách mạng tháng 8 diễn ra ở miền Nam, ông tham gia phong trào Việt Minh. Khi Pháp tái chiếm Nam Kỳ, ông cùng các bạn hữu rút vào Chiến khu 8, chiến đấu dưới quyền Khu trưởng Trần Văn Trà một thời gian ngắn, sau đó lại trở về thành.

### Quân đội Thuộc địa và Liên hiệp Pháp
Giữa năm 1946, ông tình nguyên nhập ngũ vào Quân đội Thuộc địa Pháp. Do có trình độ Tú tài, ông được cho theo học khóa 1 Nguyễn Văn Thinh tại trường Võ bị Liên quân Viễn Đông Đà Lạt, khai giảng ngày 1 tháng 7 năm 1946. Thời gian theo học tại đây, ông có quan hệ thân tình với một số học viên trẻ khác như Nguyễn Khánh, Lâm Văn Phát và Trần Đình Lan. Ngày 1 tháng 7 năm 1947, ông mãn khóa tốt nghiệp với cấp bậc Chuẩn úy. Ra trường ông là sĩ quan tập sự trong đơn vị Vệ binh Nam phần của Quân đội Thuộc địa Pháp. Giữa năm 1948, ông được chuyến biên chế sang Quân đội Liên hiệp Pháp. Tháng 8 cùng năm, ông được thăng cấp Thiếu úy giữ chức vụ Chỉ huy phó Đại đội 1 thuộc Tiểu đoàn 3 Việt Nam.

### Quân đội Quốc gia Việt Nam
Cuối năm 1950, ông chuyển ngạch sang Quân đội Quốc gia và được thăng cấp Trung úy chỉ huy một Đại đội Việt Nam đồn trú tại Mông Thọ, Rạch Giá. Giữa năm 1952, sau khi Quân đội Quốc gia thành lập Bộ Tổng Tham mưu vào (1/5/1952), ông được thăng cấp Đại úy, chuyển đến phân khu Hải Dương làm Trưởng ban 3 của Liên đoàn Lưu động số 2 đồn trú tại Ninh Giang, Hải Dương. Tại đây ông kết thân với 2 sĩ quan người Việt là Trung úy Nguyễn Văn Thiệu và Trung úy Cao Văn Viên. Bộ 3 này về sau là những người có thế lực nhất trong nền Đệ nhị Cộng hòa.
Tháng 8 năm 1953, bàn giao chức vụ Trưởng ban 3 của Liên đoàn Lưu động số 2 lại cho Đại úy Vương Văn Đông. Ngay sau đó, ông được cử làm chỉ huy phó Liên đoàn Lưu động số 3 đồn trú tại Ninh Bình do Thiếu tá Phạm Văn Đổng làm Chỉ huy trưởng. Ngày 20 tháng 7 năm 1954, ký kết Hiệp định Genève. Ông cùng đơn vị di chuyển vào Nam. Hạ tuần tháng 7, ông được cử làm Trưởng phòng 3 Đệ nhị Quân khu. Cuối năm, ông được thăng cấp Thiếu tá giữ chức vụ Tham mưu trưởng Đệ nhị Quân khu thay thế Thiếu tá Nguyễn Văn Thiệu. Tháng 8 năm 1955, ông được thăng cấp Trung tá giữ chức vụ Tham mưu phó Tiếp vận tại Bộ Tổng tham mưu Quân đội Quốc gia thay thế Trung tá Đặng Văn Quang.

### Quân đội Việt Nam Cộng hòa
Cuối tháng 10 năm 1955, Thủ tướng Ngô Đình Diệm tổ chức cuộc Trưng cầu Dân ý với mục đích thành lập nền cộng hòa tại miền nam, ông là một trong số sĩ quan nhiệt tình ủng hộ Thủ tướng Diệm. Do có công trong sự kiện này, nên tháng 8 năm 1957 ông được Thủ tướng thăng cấp Đại tá, được cử Xử lý thường vụ chức vụ Tham mưu trưởng Bộ Tổng tham mưu. Cuối năm ông được đi du học lớp Chỉ huy Tham mưu cao cấp tại Học viện Chỉ huy và Tham mưu Fort Leavenworth, Kansas, Hoa Kỳ trong thời gian 16 tuần.
Đầu tháng 5 năm 1958 mãn khóa học ở Hoa Kỳ về nước, ông được cử làm Tư lệnh Sư đoàn Dã chiến số 4, thay thế Trung tá Ngô Du (Đầu tháng 12 năm 1958, Sư đoàn Dã Chiến số 4 được cải danh thành Sư đoàn 7 Bộ Binh). Ngày 30 tháng 3 năm 1959, bàn giao Sư đoàn 7 Bộ binh lại cho Trung tá Huỳnh Văn Cao. Sau đó ông được chuyển về tùng sự ở Bộ Tổng Tham mưu. Tháng 2 năm 1960, ông chuyển về miền Tây Nam phần giữ chức vụ Tư lệnh Sư đoàn 21 Bộ binh thay thế Trung tá Trần Thanh Chiêu, đồng thời thay Đại tá Nguyễn Văn Y ở chức vụ Tư lệnh Đệ ngũ Quân khu, phụ trách vùng Miền Tây Nam phần. Đại tá Y được chuyển về Trung ương.
Khi Cuộc đảo chính quân sự ngày 11 tháng 11 năm 1960 nổ ra, ông chỉ huy Sư đoàn 21 Bộ binh kéo về Sài Gòn để giải vây cho Tổng thống Ngô Đình Diệm, chống lại nhóm sĩ quan cầm đầu là Đai tá Nguyễn Chánh Thi và Trung tá Vương Văn Đông. Do hành động giải vây trên, ông rất được Tổng thống Diệm tín nhiệm. Đầu tháng 12 năm 1962, bàn giao Sư đoàn 21 Bộ binh lại cho Đại tá Bùi Hữu Nhơn để về tùng sự tại Bộ Tổng Tham mưu. Ngày 6 tháng 12, ông được thăng cấp Thiếu tướng. Mười ngày sau ông được cử giữ chức vụ Tham mưu trưởng Liên quân, thay cho người tiền nhiệm là Thiếu tướng Nguyễn Khánh
Giữa năm 1963, Đại tướng Tổng tham mưu trưởng Lê Văn Tỵ sang Hoa Kỳ chữa bệnh. Ngày 27 tháng 7 cùng năm, bàn giao chức vụ Tham mưu trưởng lại cho Thiếu tướng Lê Văn Nghiêm. Sau đó ông được chỉ định Xử lý Thường vụ chức vụ Tổng tham mưu trưởng tạm thời thay tướng Tỵ. Hơn một tháng sau, Tổng thống Diệm chính thức bổ nhiệm Trung tướng Trần Văn Đôn làm quyền Tổng Tham mưu trưởng thay ông, đồng thời tái bổ nhiệm ông trở lại với chức vụ Tham mưu trưởng Liên quân thay thế tướng Nghiêm.

### Mưu sĩ của các cuộc đảo chính
Tuy vậy, tướng Khiêm lại là một trong những tướng lĩnh chủ chốt tham gia Cuộc Đảo chính ngày 1 tháng 11 năm 1963 lật đổ Tổng thống Ngô Đình Diệm. Với cương vị Tham mưu trưởng Liên quân, tướng Khiêm được cho là có những động thái tích cực để vạch kế hoạch và điều động các đơn vị tham gia đảo chính vào Sài Gòn cũng như cách ly các đơn vị trung thành với Tổng thống Diệm. Sau cuộc đảo chính, ngày 2 tháng 11 ông được thăng cấp Trung tướng kiêm chức vụ Ủy viên Quân sự trong Hội đồng Quân nhân Cách mạng do Trung tướng Dương Văn Minh làm Chủ tịch. Ngày 17 tháng 12, với tư cách là Ủy viên Quân sự, ông cùng phái đoàn Việt Nam Cộng hòa do Đại sứ Phạm Đăng Lâm làm Trưởng đoàn, sang Seoul tham dự lễ nhậm chức Tổng thống Đại Hàn của Trung tướng Phác Chánh Hy.
Đầu năm 1964, ông được bổ nhiệm vào chức vụ Tư lệnh Quân đoàn III và Vùng 3 Chiến thuật, kiêm Tổng trấn Sài Gòn thay thế Trung tướng Tôn Thất Đính. Tuy nhiên, chỉ một tháng sau, ông cùng với người bạn cũ là tướng Nguyễn Khánh đã thực hiện cuộc "Chỉnh lý" chớp nhoáng, cướp quyền của Hội đồng Quân nhân Cách mạng, đưa tướng Khánh lên nắm quyền tối cao. Để trả công, ông được tướng Khánh giao giữ chức vụ Tổng trưởng Quốc phòng kiêm Tổng Tư lệnh Quân lực, sau khi bàn giao Quân đoàn III lại cho Thiếu tướng Lâm Văn Phát. Ngày 11 tháng 8, ông được thăng cấp Đại tướng và trở thành người thứ 2 sau tướng Lê Văn Tỵ thụ phong hàm Đại tướng của Việt Nam Cộng hòa.

### Thắng làm Vua, thua làm Đại sứ
Nhằm dung hòa mâu thuẫn giữa các tướng lãnh lãnh đạo, giải pháp "Tam đầu chế" ra đời. Ngày 27 tháng 8 năm 1964, ông được Hội đồng Quân lực (hậu thân của Hội đồng Quân Nhân Cách mạng) gồm 53 thành viên tướng lãnh họp tại Bộ Tổng Tham mưu, bầu vào Ủy ban Lãnh đạo Lâm thời Quốc gia và Quân lực cùng với hai tướng Dương Văn Minh và Nguyễn Khánh. Tuy nhiên, mâu thuẫn quyền lực đã nẩy sinh với ông bạn cũ Nguyễn Khánh. Sau cuộc binh biến ngày 13 tháng 9 do tướng Dương Văn Đức phát động, tướng Khánh nghi ngờ có sự hậu thuẫn của ông, nên từ giữa tháng 9 đến đầu tháng 10, ông bị tướng Khánh buộc phải bàn giao hai chức vụ Tổng trưởng Quốc phòng và Tổng Tư lệnh Quân lực lại cho tướng Khánh kiêm nhiệm (đây là một động thái thâu tóm quyền lực của tướng Khánh). Ngày 7 tháng 10, ông được cử làm Trưởng phái đoàn công du thăm viếng thiện chí Vương quốc Anh và Liên bang Tây Đức để cám ơn các Quốc gia này đã từng hỗ trợ cho Việt nam Cộng hòa trong công cuộc chống Cộng sản. Ngày 24 tháng 10 cùng năm hết hạn công du, thay vì trở về nước, ông nhận được quyết định của tướng Khánh đi làm Đại sứ Việt Nam Cộng hòa ở Hoa Kỳ
Giữa năm 1965, sau khi nhóm các tướng trẻ do tướng Nguyễn Cao Kỳ và một người bạn cũ của ông là tướng Nguyễn Văn Thiệu đứng đầu, đã buộc tướng Khánh phải rời khỏi mọi chức vụ để đi làm "Đại sứ Lưu động", ông nghĩ rằng có thể được trở về. Tuy nhiên vào tháng 10 năm 1965, hết nhiệm kỳ Đại sứ tại Hoa Kỳ, ông lại nhận được quyết định từ tướng Nguyễn Cao Kỳ đương nhiệm Chủ tịch Ủy ban Hành pháp Trung ương, tiếp tục đi làm Đại sứ Việt Nam Cộng hòa ở Đài Loan thay thế Trung tướng Phạm Xuân Chiểu (thực chất đây là một hình thức ông bị đẩy đi lưu vong ở nước ngoài).

### Trở về nắm quyền
Mãi đến năm 1967, người bạn cũ Nguyễn Văn Thiệu sau khi đã ngồi chắc vào chiếc ghế Tổng thống, đã dùng nhiều biện pháp để loại trừ vây cánh của tướng Nguyễn Cao Kỳ (lúc đó đã là Phó Tổng thống), tháng 5 năm 1968, ông mới được triệu hồi về nước và được giao chức vụ Tổng trưởng Nội vụ trong Chính phủ Trần Văn Hương. Đầu năm 1969, ông được cử làm Phó Thủ tướng đặc trách bình định. Đến ngày 22 tháng 8 cùng năm, Thủ tướng Trần văn Hương từ chức, ông được Tổng thống Thiệu chỉ định làm Thủ tướng và lập Nội các Chính phủ mới. Khi tướng Nguyễn Văn Vỹ bị cách chức Tổng trưởng Quốc phòng năm 1972, ông được cử kiêm nhiệm luôn chức vụ này đến tháng 4 năm 1975.
- Nội các Chính phủ Trần Thiện Khiêm từ 2/1974 đến 4/1975 được ấn định thành phần nhân sự như sau:
-Thủ tướng Chính phủ[9] -Đại tướng Trần Thiện Khiêm
-Đệ nhất Phó Thủ tướng[10] -Bác sĩ Phan Quang Đán
-Đệ nhị Phó Thủ tướng[11] -Trung tướng hồi hưu Trần Văn Đôn
-Tổng trưởng Ngoại giao -Luật sư Vương Văn Bắc
-Tổng trưởng Tư pháp -Ông Dương Đức Thụy
-Tổng trưởng Nội vụ -Ông Lê Công Chất
-Tổng trưởng Văn hóa-Giáo dục-Thanh niên -Dược sĩ Ngô Khắc Tỉnh
-Tổng trưởng Tài chính -Đốc sự Châu Kim Nhân
-Tổng trưởng Thương mại-Kỹ nghệ -Kỹ sư Nguyễn Đức Cường
-Tổng trưởng Canh nông -Kỹ sư Tôn Thất Trình
-Tổng trưởng Công chánh-Giao thông -Kỹ sư Dương Kích Nhưỡng
-Tổng trưởng Dân vận-Chiêu hồi -Kỹ sư Hoàng Đức Nhã
-Tổng trưởng Y tế -Bác sĩ Huỳnh Văn Hưởng
-Tổng trưởng Lao động -Ông Đàm Sĩ Hiến
-Tổng trưởng Cựu chiến binh -Bác sĩ Hồ Văn Châm
-Tổng trưởng Phát triển Sắc tộc -Ông Nay Luett
-Bộ trưởng Phủ Thủ tướng -Đốc sự Bửu Viên
-Thứ trưởng Giáo dục -Giáo sư Bùi Văn Hào

## 1975
Tháng 3 năm 1975, sau khi Quân đội nhân dân Việt Nam đã kiểm soát được hầu hết miền Trung và Cao nguyên, trước áp lực của Hoa Kỳ đòi hỏi phải có một cuộc cải tổ sâu rộng thành phần chính phủ để ổn định nội tình Miền Nam và có đủ sức mạnh để đối thoại với phía Việt Nam Dân chủ Cộng hòa, Tổng thống Nguyễn Văn Thiệu đã yêu cầu ông từ chức để mời Dân biểu Nguyễn Bá Cẩn, Chủ tịch Hạ viện, thành lập Chính phủ mới. Ngày 5 tháng 4 năm 1975 ông chính thức từ chức, rời khỏi các chức vụ. Ngày 21 tháng 4 đến lượt tổng thống Thiệu cũng từ chức, giao quyền Tổng thống cho phó Tổng thống Trần Văn Hương.
Đêm 25 tháng 4, ông cùng với cựu Tổng thống Thiệu rời khỏi Việt Nam sang Đài Loan. Sau đó qua định cư tại Tiểu bang Virginia rồi di chuyển sang Thành phố Houston, Tiểu bang Texas, Hoa Kỳ. Sau cùng ông định cư ở Tp Garden Grove, Nam Califonia.
Những giờ phút cuối cùng của ông tại Việt Nam được cựu điệp viên CIA Frank Snepp ghi lại trong quyển "Decent Interval" như sau:
(Khoảng 5 giờ chiều 25 tháng 4 năm 1975, Polgar gọi tôi, Joe Kingsley, tướng Timmes và một nhân viên khác của sở đến văn phòng: "Các anh có thể tìm đường quanh Sài Gòn ban đêm". "Tốt". "Vì tôi muốn các anh giúp tôi đưa Thiệu và Thủ tướng Khiêm đi Đài Loan tối nay". Đại sứ Martin sau này thú nhận với tôi là ông đã tiếc vì đã nhờ Polgar, Giám đốc CIA ở Việt Nam, thay vì nhờ cơ quan DAO và than phiền Polgar đã không làm được việc giao phó cho đúng. "Tôi đã yêu cầu ông ấy đánh máy hồ sơ cần thiết cho Thiệu và đem theo với ông ấy khi các anh vào Tân Sơn Nhất. Nhưng ông ấy không làm được. Ông ấy quên giấy. Ông ấy bảo là không tìm thấy bàn đánh máy chữ". Kết quả là Thiệu rời khỏi xứ trên máy bay Mỹ mà không có giấy tờ chấp thuận của Việt Nam hay phía Mỹ.
Timmes, hai nhân viên khác và tôi lấy ba chiếc Limousine từ nhà xe của cơ quan CIA khoảng 8 giờ 30 tối và lái xe đến Bộ Tư lệnh Quân đội miền Nam ngoài Tân Sơn Nhất nơi Khiêm cư ngụ.
Ngay sau 9 giờ tối, Polgar đến nhà Khiêm với xe riêng và tài xế. Trong khi ông ta uống rượu với Khiêm và Timmes trong nhà, tất cả chúng tôi ra ngoài sân nghỉ chân).
Ngày 24 tháng 6 năm 2021, ông từ trần tại Nam California, hưởng thọ 96 tuổi.

## Huy chương
-Bảo quốc Huân chương đệ nhị đẳng (ân thưởng)
-Nhiều Huân, Huy chương quân sự, dân sự Việt Nam Cộng hòa và ngoại quốc.

## Gia đình
- Bào huynh:
 Ông Trần Thiện Khởi (sn: 1918 tại Sài Gòn. Nguyên là Tổng Giám đốc Quan thuế Việt Nam Cộng hòa).
 Ông Trần Thiện Phương (sn: 1920 tại Sài Gòn, tốt nghiệp trường Võ bị Địa phương Nam Việt Vũng Tàu. Nguyên là Đại tá Giám đốc Thương cảng Sài Gòn. Giải ngũ năm 1970).
 Ông Trần Thiện Ngươn (sn: 1923 tại Long An, tốt nghiệp trường Võ bị Quốc gia Đà Lạt K12. Sau cùng là Đại tá phục vụ tại Bộ Quốc phòng Việt Nam Cộng hòa).
- Phu nhân:
 Bà Đinh Thùy Yến (1934 - 2004), còn gọi là Tư Nết, tên Pháp là Annette, con gái một đại điền chủ vùng Rạch Giá. Bà từng trúng cử Dân biểu Quốc hội Việt Nam Cộng hòa (1959 - 1963).

## Liên kết
- Phỏng vấn đặc biệt nguyên Thủ tướng Trần Thiện Khiêm: Phần 1 và Phần 2